# Golzow (Oderbruch)
För andra betydelser, se Golzow.
Golzow är en kommun och ort i östra Tyskland, belägen i Landkreis Märkisch-Oderland i förbundslandet Brandenburg. Orten ligger i det låglänta området Oderbruch nära floden Oder och gränsen mot Polen. Närmaste stad är Seelow omkring 10 km västerut.
Kommunen är sedan 1992 administrativt säte för kommunalförbundet Amt Golzow, där även grannkommunerna Alt Tucheband, Bleyen-Genschmar, Küstriner Vorland och Zechin ingår.

## Kultur och sevärdheter
Orten är känd genom DEFA-dokumentärsviten Die Kinder von Golzow, av Barbara och Winfried Junge. I 20 delar under åren 1961 till 2007 följde man 18 skolelever från årskullarna 1953-1955 i ortens skola genom uppväxten och vuxenlivet, vilket är filmhistoriens längsta filmproduktion. Kommunen fick 2014 rätten att använda tilläggsnamnet Ort der Kinder von Golzow.

## Kommunikationer
Den regionala landsvägen L33 passerar genom Golzow och ansluter till Bundesstrasse 1 vid den södra kommungränsen. Orten har en järnvägsstation på den gamla Preussiska östbanan som idag trafikeras av regionaltåg på linjen mellan Berlin Ostkreuz och Kostrzyn nad Odrą på andra sidan polska gränsen.